# سید احمد حسینی سیرجانی
سید احمد حسینی (زادهٔ ۱۳۲۹ در سیرجان) نمایندهٔ حوزهٔ انتخابیهٔ سیرجان و بردسیر در ادوار دوم، سوم، چهارم و دوره هفتم مجلس شورای اسلامی  بوده‌است 
وی اولین خطیب نماز جمعه سیرجان بعد از انقلاب ۱۳۵۷ بوده است.

## مواضع
او از افرادی بود که در ماجرای پرسش از علی‌اکبر ولایتی وزیر امور خارجه وقت در مجلس سوم به هماره هفت نفر (سیدمحمد خامنه‌ای، سید احمد حسینی سیرجانی، جلال‌الدین فارسی، نیکروش، موسویان، حسنعلی‌النجفی رهنانی، فهیم کرمانی و اسرافیلیان) دیگر مورد خطاب سید علی خامنه‌ای قرار گرفت.

## تاریخچه انتخاباتی
وی با ۹ دوره کاندیداتوری انتخابات مجلس شورای اسلامی در حوزه انتخاباتی سیرجان و بردسیر رکوردار است 
و پنج بار به پیروزی رسیده است و چهار بار شکست خورده است
و آخرین کاندیداتوری وی برای دوره دهم مجلس شورای اسلامی در سال ۱۳۹۸ بود که با انصراف همراه بود
حسینی برای پس از شکست در هشتمین دوره انتخابات مجلس شورای اسلامی برای دوره نهم مجلس شورای اسلامی پس از هفت دوره کاندید نشد و حمایت خود را از منصور آبیار اعلام کرد
حسینی دردوره دوازدهم مجلس شورای اسلامی از عبدالرضا ناظری حمایت رسمی کرد